# Willy Büchi
Willy Büchi (* 7. Juni 1907 in Beatenberg; † 7. Dezember 1990 in Freiburg im Üechtland; heimatberechtigt in Eschlikon) war ein Schweizer Wirtschaftswissenschaftler.

## Leben

### Familie und Ausbildung
Der katholisch getaufte, gebürtige Beatenberger Willy Büchi, Sohn des Kunstmalers Caspar Ernst Büchi und von dessen Ehefrau Anna geborene Häller, legte 1928 die Matura am Stiftsgymnasium in Engelberg ab. Im Anschluss wandte er sich dem Studium der Philosophie, Rechtswissenschaften und Politologie an der Universität Freiburg, der Universität Genf, der Universität Zürich und der Universität Löwen zu, dort wurde er 1938 zum Doktor der Wirtschafts- und Sozialwissenschaften promoviert.
Willy Büchi heiratete im Jahre 1946 Carla Schönenberger. Er verstarb im Dezember 1990 im Alter von 83 Jahren in Freiburg.

### Beruflicher Werdegang
Willy Büchi war seit 1932 als Mitarbeiter von Professor Jacob Lorenz bei der Eidgenössischen Preiskontrolle sowie in der Organisation einer schweizerischen Benzinmarktordnung angestellt, bevor er 1934 die Sekretärenstelle der Zentralstelle der Schweizerischen Benzin-Union übernahm. 1937 wechselte er in der gleichen Funktion zum Verein Schweizerischer Wollindustrieller nach Zürich. Zusätzlich war er zeitweise als Sekretär des Verbands der Arbeitgeber der Textilindustrie und als Mitarbeiter in der kriegswirtschaftlichen Organisation des Eidgenössischen Volkswirtschaftsdepartements (EVD) eingesetzt.
1950 folgte er einem Ruf auf die ausserordentliche Professur der praktischen Nationalökonomie an der  Wirtschafts- und Sozialwissenschaftlichen Fakultät der Universität Freiburg im Üechtland, 1955 wurde er zum ordentlichen Professor ernannt. Willy Büchi, der von 1959 bis 1960 das Dekanat bekleidete, wurde 1974 emeritiert. 1964 wurde ihm die Leitung der Abteilung für angewandte Sozialwissenschaften des Heilpädagogischen Instituts übertragen. In dieser Funktion erreichte er die Anerkennung der Sozialarbeit als universitäre Disziplin.

## Schriften
- Entwicklung und Aufbau des schweizerischen Benzinmarktes und die wirtschaftspolitische Bedeutung seiner Organisationsformen. Buchdruckerei Calendaria, Immensee 1938.
- Aktuelle Konjunkturprobleme : 1. Konjunkturpolitische Gesamtkonzeption. – 2. Konjunktur und Sozialpolitik. Christlicher Metallarbeiter-Verband der Schweiz, Winterthur 1956.
- Wirtschaftlich-soziale Aspekte des Atomzeitalters. Christlicher Metallarbeiter-Verband der Schweiz, Winterthur 1956.
- Aktualisierung der christlichen Soziallehre in der schweizerischen Wirtschafts- und Sozialpolitik. Orell Füssli, Zürich 1959.